# Bento Munhoz da Rocha Neto

Bento Munhoz da Rocha Neto

Bento Munhoz da Rocha Neto (* 17. Dezember 1905 in Paranaguá; † 12. November 1978 in Curitiba) war ein brasilianischer Politiker. Vom 31. Januar 1951 bis 3. April 1955 war er 34. Gouverneur des Bundesstaates Paraná.

## Leben
Bento Munhoz da Rocha Netto war der Sohn des ehemaligen Gouverneurs Caetano Munhoz da Rocha und Olga Carneiro de Souza Munhoz da Rocha. Er machte sein Abitur im Diözesan-Gymnasium Lazarista und erwarb einen Abschluss in Bauingenieurwesen an der Universidade Federal do Paraná in Curitiba. Er war Professor in mehreren Fachrichtungen an der Katholischen Universität in Curitiba.

## Politische Laufbahn
Im Jahr 1946 wurde er zum Bundesabgeordneten (deputado federal) für Paraná in die Verfassunggebende Versammlung Brasiliens gewählt. Er wurde 1959 wiedergewählt, nachdem er als erster Sekretär der Abgeordnetenkammer gedient hatte.
Er gründete den Energieversorger Companhia Paranaense de Energia (Copel). U. a. ließ er das Figueira-Wärmekraftwerk bauen.
Er veranlasste den Bau des Civic Center in Curitiba, ein Gebäudekomplex, der mehrere staatliche Behörden in Curitiba vereint. Unter seiner Regierung wurden die öffentliche Bibliothek und das Theater Guaíra in Curitiba eröffnet.
Nach seiner Zeit als Gouverneur des Bundesstaates wurde er brasilianischer Landwirtschaftsminister.

## Auszeichnungen
- 1955: Großkreuz des Verdienstordens der Bundesrepublik Deutschland